# Amaya Salazar
Amaya Salazar (sinh năm 1951, Santo Domingo, Cộng hòa Dominica) là nghệ sĩ người Dominica được biết đến với diện mạo vô danh của cô, sống trong môi trường huyền bí và huyền diệu nơi có ánh sáng và hệ thực vật Antille.

## Tiểu sử
Amaya Salazar học tại Academia Artium, Madrid, Tây Ban Nha  và tại Trường Mỹ thuật Boston, Boston, Hoa Kỳ
Salazar chủ yếu lấy cảm hứng từ hình ảnh phụ nữ và hình ảnh mẹ và con. Cô đã tái hiện lại những khoảnh khắc thân mật nơi phụ nữ đang thoát khỏi hiện thực cuộc sống và bước vào nơi có ánh sáng ấm áp của vùng biển Caribbean.
Ánh sáng và hệ thực vật đóng một vai trò quan trọng trong nghệ thuật của Salazar. Trong tác phẩm của mình, các tia sáng mặt trời và mặt trăng tạo ra những tông màu của kính vạn hoa trong toàn cảnh. Trong cảnh đêm, tông màu chuyển sang màu tối gần như đen, nhưng luôn luôn có một khuôn mặt bên trong tỏa sáng. Những tác phẩm tươi sáng hơn của cô ấy mang đến cho chúng ta những tông màu khác nhau mà mặt trời tạo ra khi tỏa sáng. Lá chuối, cây cọ, thân tre là một phần của môi trường bao quanh các nhân vật; trong một số bức tranh chúng là yếu tố duy nhất của tác phẩm.
Salazar sử dụng đồng, thép, và đá cẩm thạch trong các tác phẩm của mình. Một số tác phẩm của cô còn được vẽ bằng than chì, màu nước và mực Trung Quốc.
Tác phẩm của cô có thể được tìm thấy trong các bộ sưu tập quan trọng trên toàn thế giới.

## Những bộ sưu tập của Salazar
- ABN / AMOR, Miami, Florida
- Câu lạc bộ Đô đốc American Airlines, Santo Domingo, DR
- Banco Phổ biến, Santo Domingo, DR
- Biscay, Kutxa, Bilbao, Tây Ban Nha
- Ngân hàng quốc tế BPD, New York
- Caja de Ahorros de Vitoria, Vitoria, Tây Ban Nha.
- Compañía Dominicana de Teléfonos, (CODETEL), Santo Domingo, DR
- Bảo tàng Arte Moderno, Santo Domingo, DR
- Bảo tàng Hermanas Mirabal, Salcedo, DR.
- Bảo tàng Lịch sử và Nghệ thuật Công giáo Quốc gia, New York, NY
- Voluntariado del Museo de las Casas Reales, Santo Domingo, DR

## Triển lãm được chọn
Triển lãm cá nhân

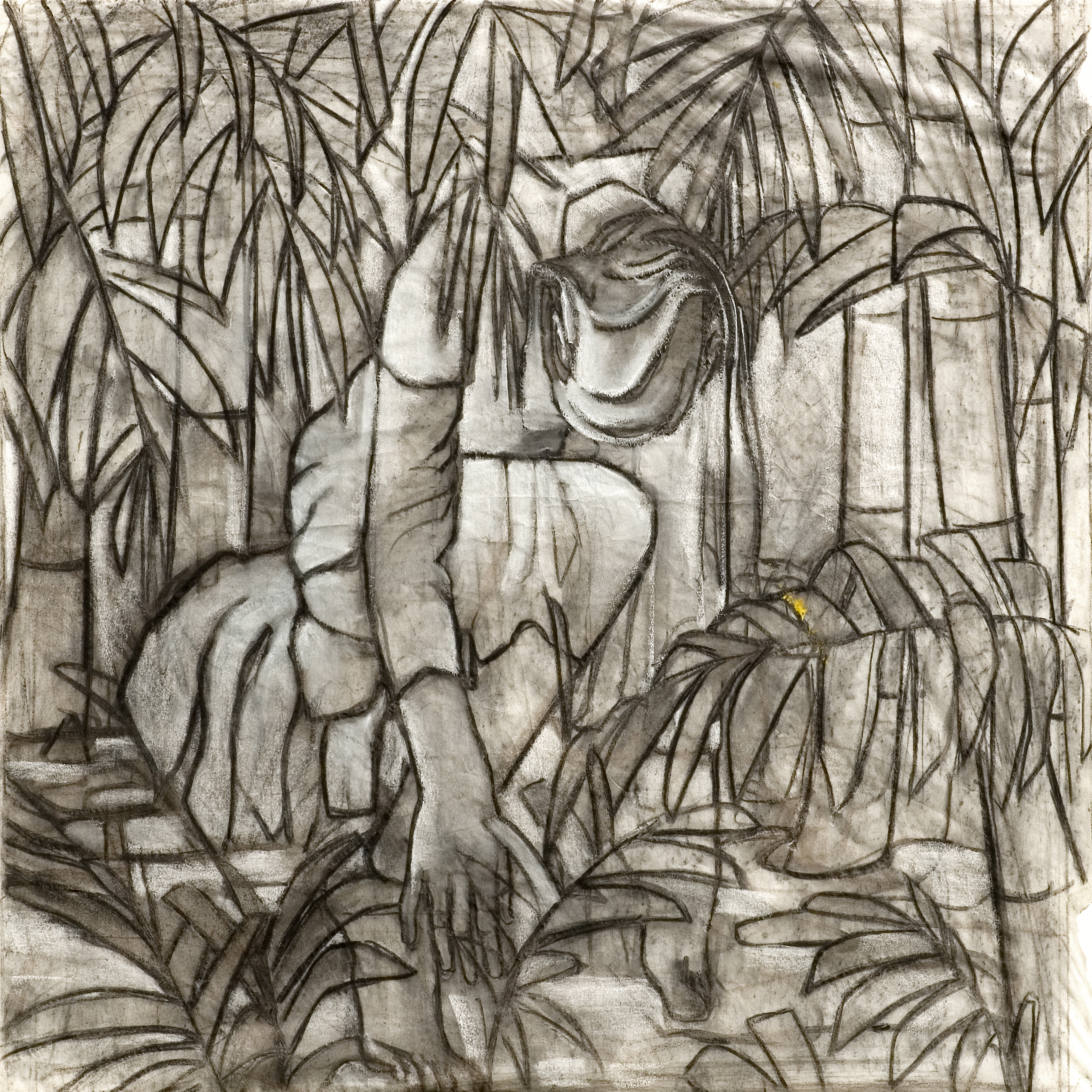
Than trái đất (2007) trên giấy bơ, 32 x 32 in.

- Hội nghị: Phong cảnh và hình ảnh mẹ và con trong tác phẩm của Amaya Salazar, hội nghị của Marianne de Tolentino để kỷ niệm 60 năm của Nhà nước Israel., Santo Domingo, DR (2008)
- Nghệ thuật Merrill Lynch, Miami, Fl. (2008)
- Rừng được chiếu sáng, Arte Berri, Santo Domingo, DR (2006)
- Màu sắc Antillean, Sociedad Renovación, Puerto Plata, DR (2006)
- Chromatic Fusion cho sự kiện khai trương Arte Berri (2005)
- Galería Imagen, Panamá. (2004)
- Nghệ thuật Atlas, San Juan, PR. (2003)
- Triển lãm và ký tặng sách Amaya Salazar Khí quyển ánh sáng, SD. (2002)
- Galería Imagen, Panamá. (2000)
- Galería Imagen, Panamá. (1997)
- La Galería Santander, Miami. (1996)
- Galería de Arte Nader, triển lãm hồi cứu và ký tặng sách, Amaya SD. (1991)
- Galleria phórte La Torre, Milan, Ý và triển lãm hành trình ở xứ Basque. (1990)
- Triển lãm hành trình với Caja Madrid en Barcelona, Madrid và các thành phố khác. (1987)

Triển lãm nhóm
- Bảo tàng Lịch sử và Nghệ thuật Công giáo Quốc gia, New York, NY triển lãm này sẽ đến Washington DC vào tháng 10 (2008)
- Phòng trưng bày Atlas, Chicago. (2001)
- Hội nghị do Trung tâm Sáng kiến Latinh Smithsonian tổ chức. (2000)
- Maison de l'Amerique Latin, Paris. (1996)
- Cagnes-Sur-Mer, Pháp. (1995)
- Được mời họa sĩ phát biểu khai mạc Hội thảo hai năm một lần về Caribbean và Trung Mỹ, Museo de Arte Moderno, SD, DR, (1994)
- Montecampione, Ý, Musée de Luxembourg, Paris. (1990)